# Slot Haamstede

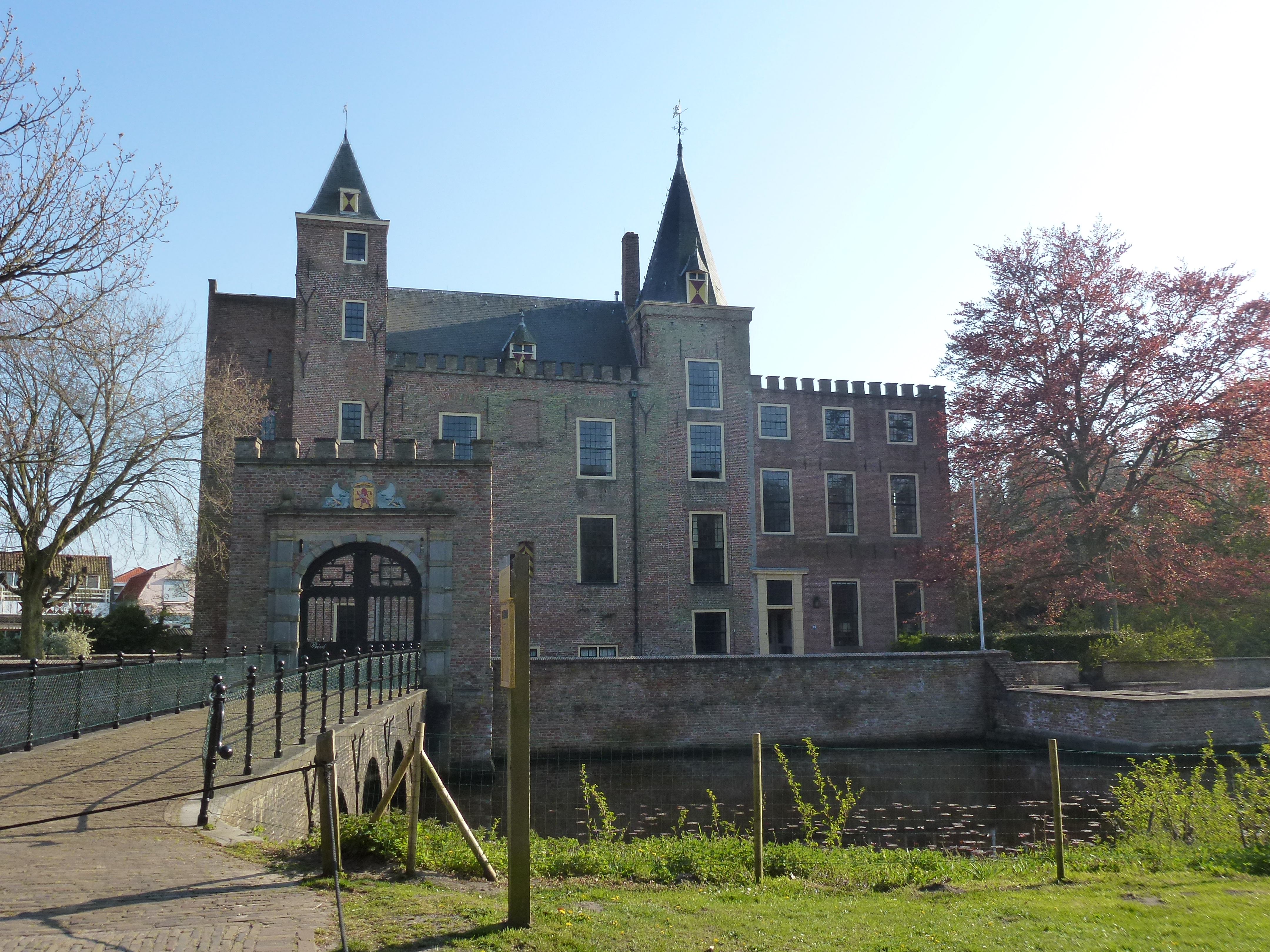
Slot Haamstede met poortgebouw en wapenschild

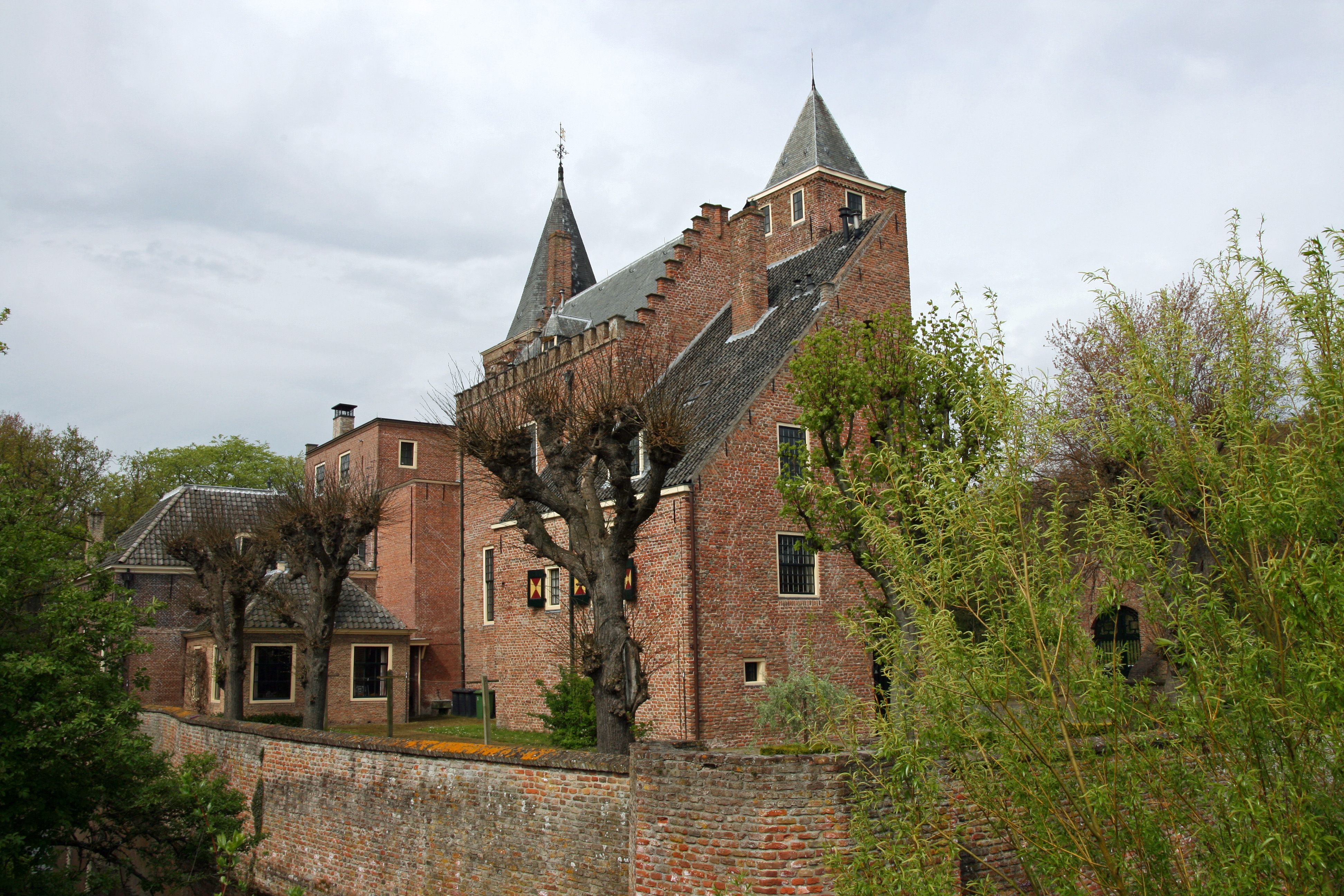
Achterzijde van het slot

Het Slot Haamstede is een oud kasteel dat ligt in het dorp Haamstede op Schouwen-Duiveland. De beroemdste bewoner van dit slot was Witte van Haamstede, een bastaardzoon van graaf Floris V. De donjon en poortaanbouw van het slot stammen uit de dertiende eeuw. Rond 1470 kocht de Vlaamse edelman en topbestuurder in het Bourgondische Rijk Lodewijk van Gruuthuse het slot, verbouwde het en breidde het uit met de twee torens en een enorme, losstaande westelijke vleugel, die waarschijnlijk al in 1525 is verwoest. Deze vleugel, waarvan geen afbeeldingen bekend zijn, is aan het licht gekomen bij opgravingen in 1964-1965 en 1969 in het kader van een grote, 10 jaar durende restauratie tussen 1963 en 1973.
In 1525 werd het slot door brand getroffen, maar de donjon, de poortaanbouw en de beide torens bleven behouden, zo is gebleken uit recent bouwhistorisch en dendrochronologisch onderzoek. De door Lodewijk van Gruuthuse opgetrokken westelijke vleugel werd niet herbouwd.
In 1963-1973 is het kasteel gerestaureerd, en in 1981 werd het, met kasteelbos en uitgestrekt duingebied, verkocht aan de Vereniging Natuurmonumenten. De verkoper, de familie Van der Lek de Clercq, richtte met de opbrengst van de verkoop een stichting op waaruit nog altijd het onderhoud van het Slot wordt betaald. In ruil voor het onderhoud van het kasteel heeft de familie het gebruiksrecht van kasteel en bos behouden. Het kasteelbos is het enige loofbos op het eiland Schouwen-Duiveland.